# Ayapaneco
L’ayapaneco (autonyme Nnumte Oote, « la vraie langue ») est une langue indigène mexicaine en voie de disparition de la famille mixe-zoque. Les noms alternatifs de la langue sont « zoque du Tabasco » et « zoque d’Ayapa ». La langue est parlée principalement dans l'État de Tabasco, situé au sud est du Mexique.

## Derniers locuteurs
L'ayapaneco est devenu pour de mauvaises raisons mondialement connu. Une information mal vérifiée en 2006, a répandu une histoire selon laquelle les deux derniers locuteurs de la langue seraient brouillés, refusant de se parler et provoquant ainsi la fin irrémédiable de la langue,. Cette histoire a été largement et régulièrement reprise dans les médias autour de la planète, jusqu'à être utilisée par une compagnie téléphonique dans une campagne publicitaire.
En réalité, quatre locuteurs sont encore vivants et il existe six à huit semi-locuteurs selon Daniel Suslak, un anthropologue de l'Université de l'Indiana qui a travaillé sur la langue. Ces quatre locuteurs, dont les deux hommes prétendument irréconciliables, travaillent sous l'égide de l'INALI, l'Institut national des langues indigènes, à développer un programme de revitalisation de la langue et depuis 2013, se tient un festival annuel de la langue à Ayapa. Une thèse est en cours de rédaction à l'Institut National des Langues et Civilisations depuis le 2013.
Cette rumeur a en partie inspiré le scénario du film Sueño en otro idioma d'Ernesto Contreras, sorti en 2017.

## Écriture
| a | e | i | o | u | ü |

| p | t | j | k | b | d | g | f | s | x | m | n | l | r | w | y | 7 |